# 三角町立郡浦小学校
三角町立郡浦小学校（みすみちょうりつこおのうらしょうがっこう）は、熊本県宇土郡三角町大字中村（現・宇城市）にあった公立小学校。

## 沿革
- 1874年 - 中村学校創立。山田分教場設置。移転し中村学校は公立郡浦小学校となる。
- 1889年 - 公立郡浦小学校と山田分教場が統合し、郡浦尋常小学校と改称し、一部をうつし中尋常小学校、石田分教場設置。
- 1898年 - 青海高等小学校設立。
- 1900年 - 郡浦尋常小学校と中尋常小学校が合併し、郡浦尋常小学校となる。石田分教場を小田良分教場と改称。
- 1901年 - 現在地に移転。
- 1904年 - 小田良分教場を三角尋常高等小学校に移管。
- 1919年 - 郡浦尋常高等小学校と改称。
- 1941年 - 郡浦国民学校と改称。
- 1947年 - 郡浦村立郡浦小学校と改称。
- 1955年 - 三角町立郡浦小学校と改称。
- 2003年 - 三角町立大岳小学校と合併し青海小学校へ